# Reishia
Genre
Synonymes
- Thais (Reishia) Kuroda & Habe, 1971[1]

Reishia est un genre de mollusques gastéropodes prédateurs, de la famille des Muricidae.

## Liste des espèces
Selon World Register of Marine Species (29 août 2020) :
- Reishia bitubercularis (Lamarck, 1822)
- Reishia bronni (Dunker, 1860)
- Reishia clavigera (Küster, 1860)
- Reishia jubilaea (Tan & Sigurdsson, 1990)
- Reishia keluo (Tan & Liu, 2001)
- Reishia luteostoma (Holten, 1803)
- Reishia okutanii Thach, 2016
- Reishia problematica (Baker, 1891)

## Galerie de Reishia,Centre de biodiversité Naturalis, Leyde, Pays-bas

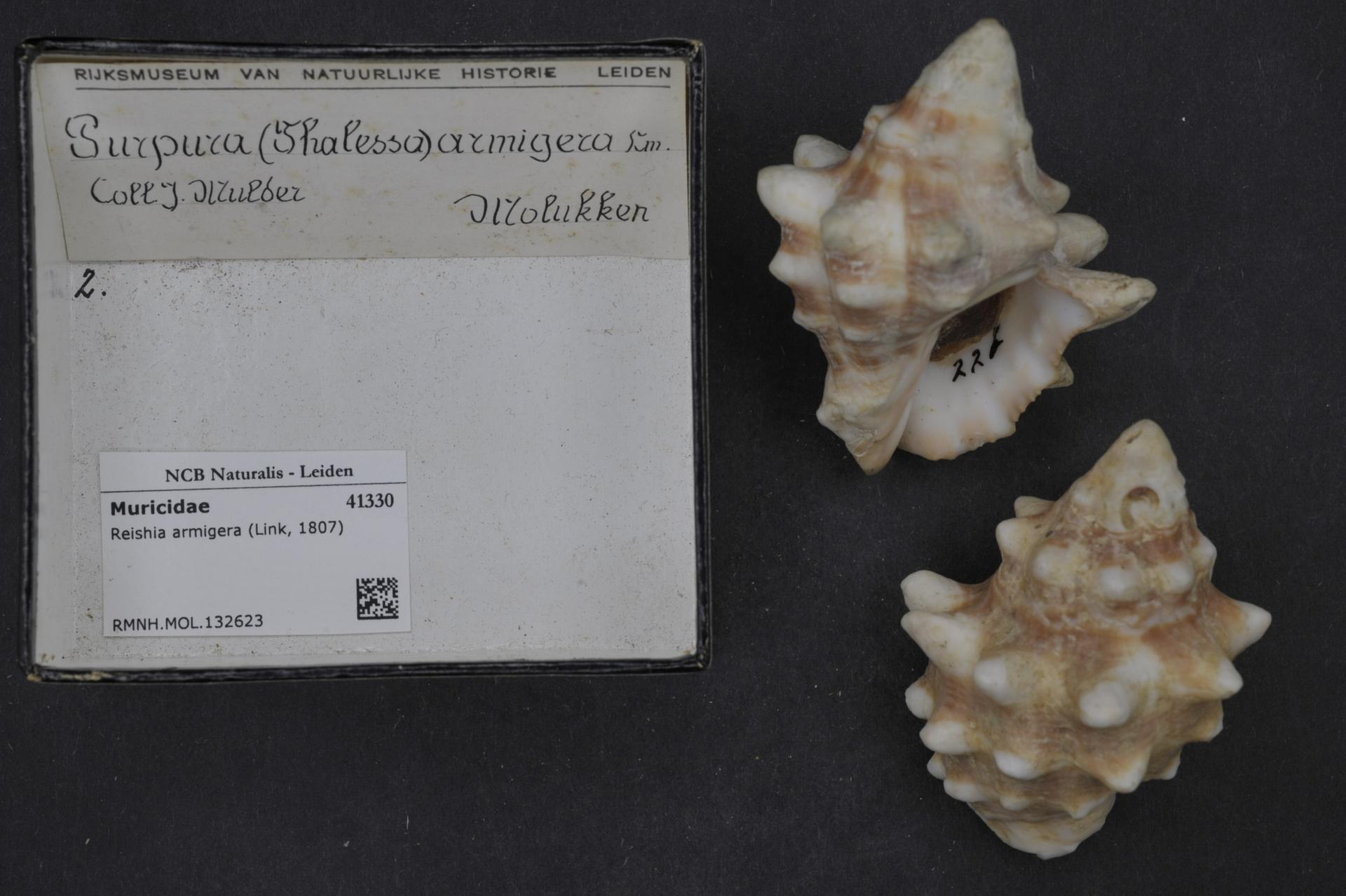
Reishia armigera.
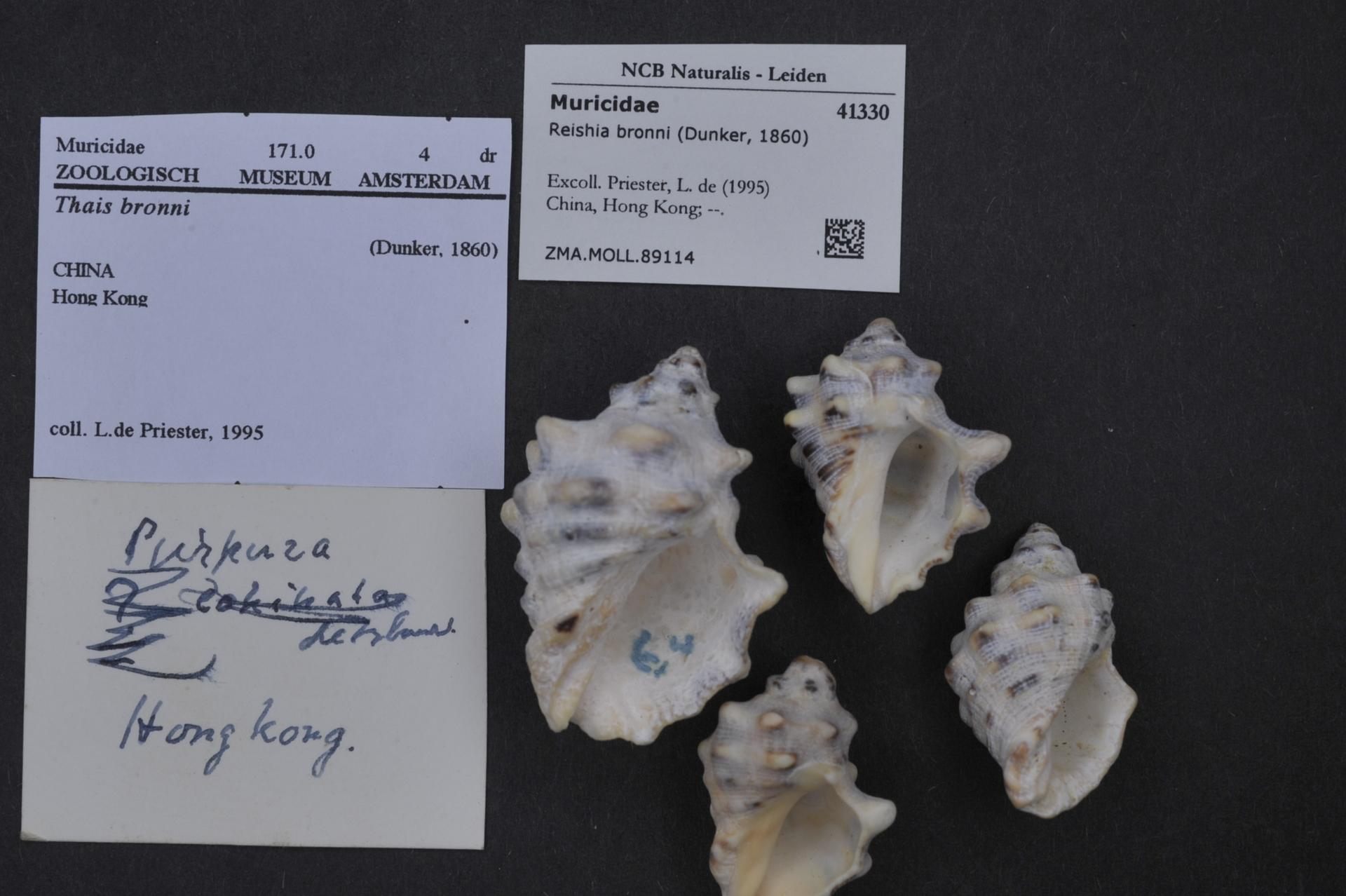
Reishia bronni.
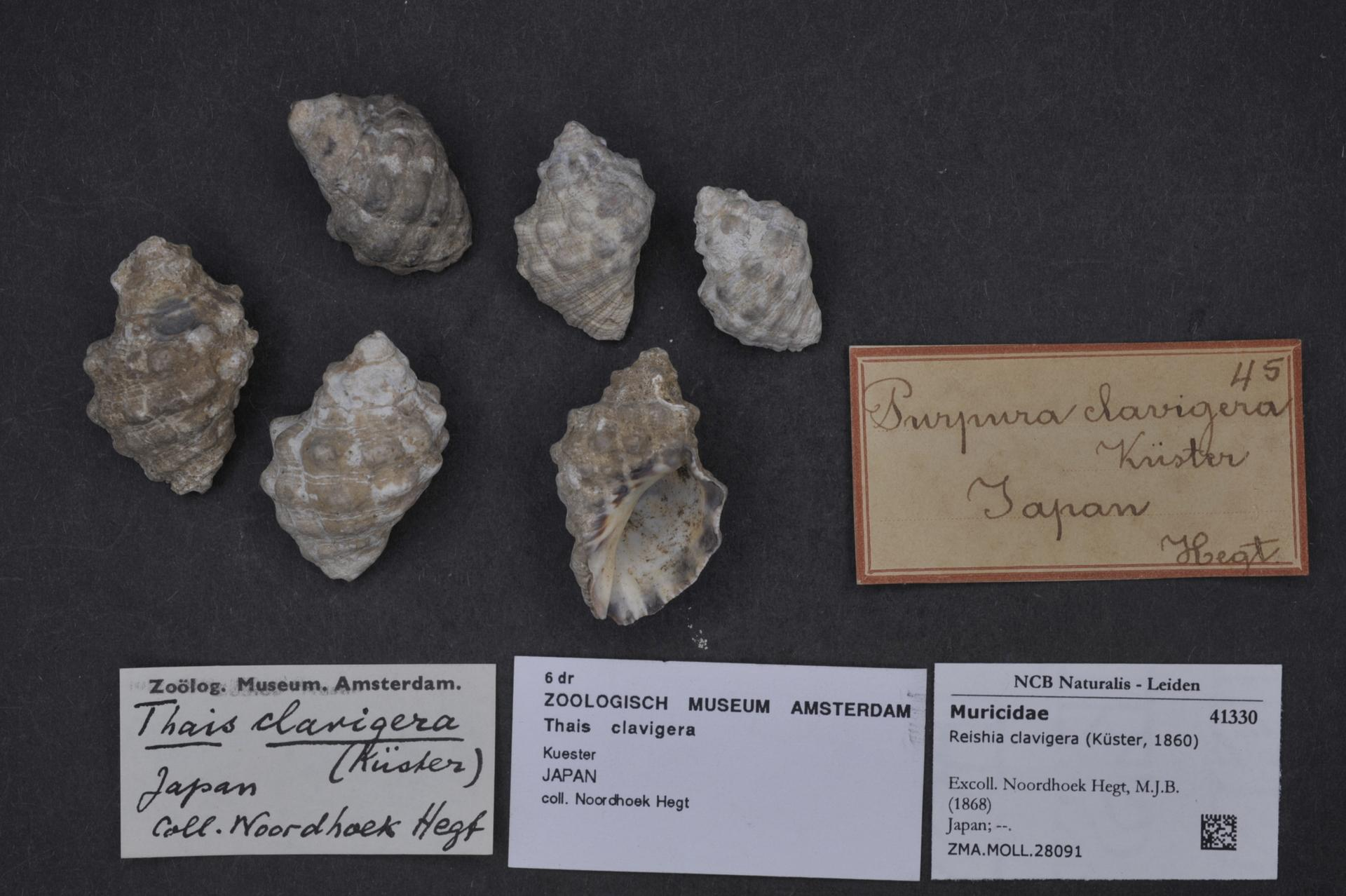
Reishia clavigera.
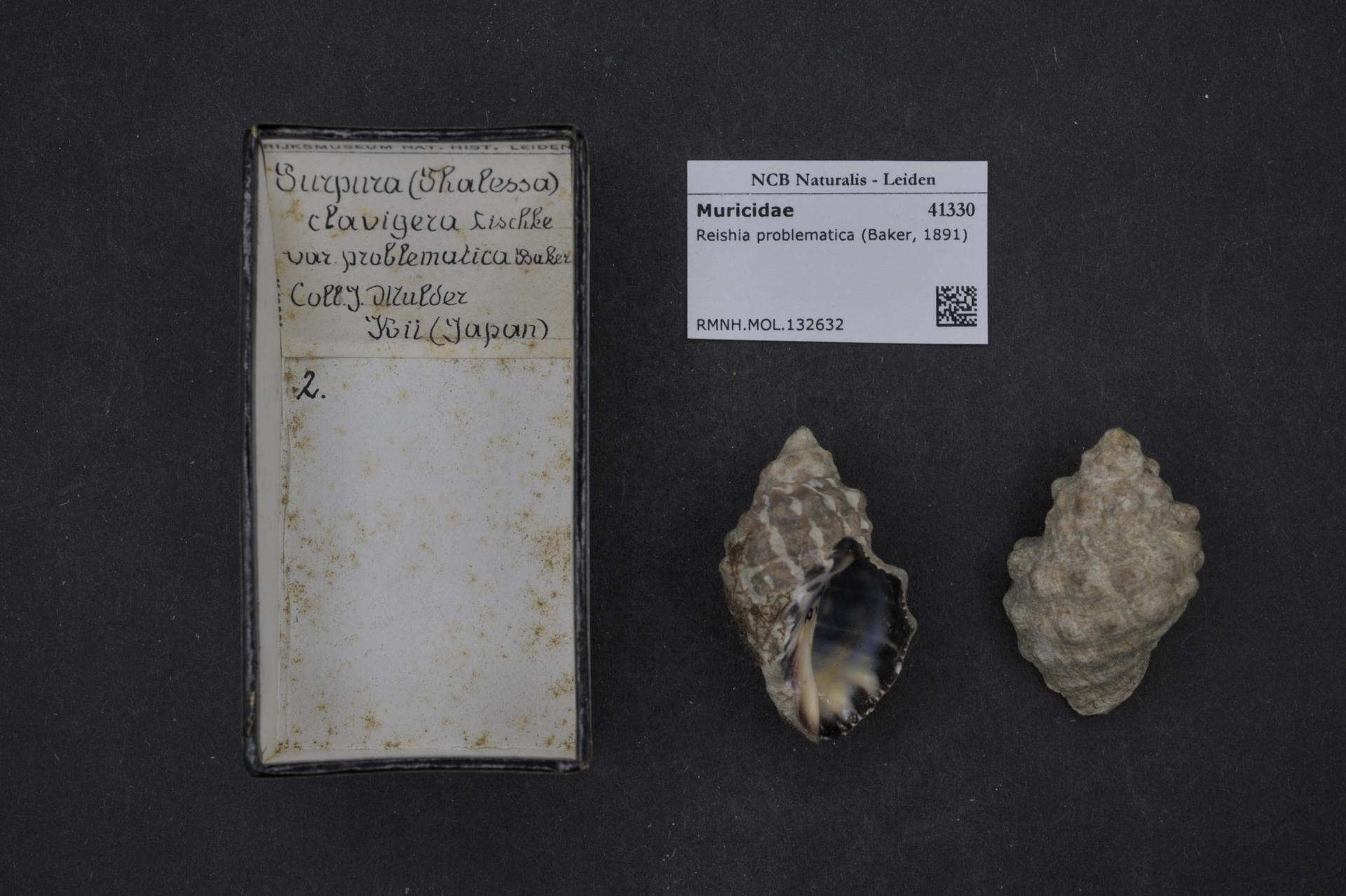
Reishia problematica.